# Техано
Теха́но (ісп. Tejanos Spanish: [teˈxanos]) — термін, що позначає мешканців Техасу з креолським або мексиканським корінням.
Історично іспанський термін техано використовувався для ідентифікації різних груп людей. За часів іспанської колонізації і перед англійською колонізацією це слово застосовувалося в першу чергу до іспанських поселенців на території нинішнього Техасу (спочатку в складі Нової Іспанії, а з 1821 року в складі Мексики). За часів незалежності Техасу цей термін також застосовувався до всіх іспаномовних техасців, німців та інших європейців, які проживали на території республіки. Зараз цей термін в основному використовується для мешканців Техасу мексиканського походження, а також корінних мешканців території.

## Культура

### Музика
Спочатку музика техано тісно пов'язана з мексиканським напрямком маріачі з додаванням європейських, а пізніше американських мотивів (рок-н-ролу, R&B, поп і кантрі). Культура і музика американських ковбоїв також є змішанням культур англо-американських колонізаторів Техасу з американського Півдня і першопрохідців техано і їх культури «вакеро».

### Кухня
Кухня, що отримала назву Текс-мекс, була винайдена техано як гібрид іспанської та індіанської кухонь під впливом мексиканської.